# Gen PIT1
Gen PIT1, gen mã hóa nhân tố phiên mã chuyên biệt tuyến yên (pituitary-specific transcription factor) là một gen mã hóa cho các protein, đóng vai trò quan trọng trong quá trình phát triển của cơ thể và điều hòa sự phiên mã các hóc môn sinh trưởng như GH, prolactin, TSH-β và GHRH ở mức độ mRNA ở một số động vật.
Ở gà, gen PIT1 nằm trên nhiễm sắc thể số 1 (GGA1), kích thước phân tử 14 kb gồm 7 exon và 6 intron. Ở lợn, gen PIT1 nằm trên nhiễm sắc thể số 13, tại vị trí QTLs có liên quan tới tốc độ sinh trưởng và lượng mỡ thân thịt (carcass fatness). Ở bò gen PIT1 nằm trên nhiễm sắc thể số 1, giữa gen TGLA57 và gen RM95, trọng lượng phân tử khoảng 33 kDa, bao gồm 6 exon, mã hóa cho chuỗi polypeptide gồm 291 amino acid.
Gen PIT1 có ảnh hưởng đến khả năng sinh trưởng, sin sản và chất lượng thịt của một số vật nuôi do liên quan đến mức độ tuần hoàn hormone sinh trưởng (growth hormone, GH) trong máu, thông qua mối tương quan dương giữa PIT1-alpha mRNA và nồng độ GH trong huyết tương và tương quan giữa tính đa hình gen PIT1 và tỷ lệ mỡ trong thân thịt.
Trong công tác giống vật nuôi, gen PIT1 được dùng như marker cho việc chọn giống. Việc xác định kiểu gen PIT1 được tiến hành trên các mẫu lông bằng kỹ thuật PCR-RFLP.